# Райнхардсхаген
Райнхардсхаген (нем. Reinhardshagen) — община в Германии, в земле Гессен. Подчиняется административному округу Кассель. Входит в состав района Кассель.  Население составляет 4787 человек (на 31 декабря 2010 года). Занимает площадь 12,99 км².
Главная достопримечательность коммуны — Дворец Вильгельмсхёэ (нем. Schloss Wilhelmshöhe; Schloss – замок, Höhe — холм, вершина). С 1891 по 1918 годы дворец Вильгельмсхёэ являлся официальной резиденцией императорской семьи. Однако он служил прибежищем и для самого императора Вильгельма II во время каких-либо серьёзных семейных или политических кризисов. В 1916 году здесь размещалось Высшее военное командование Германской империи.
В феврале 1945 во время бомбардировок здания британской авиацией дворец Вильгельмсхёэ был сильно повреждён. Восстановление проводилось с 1961 года под руководством архитектора Пауля Фридриха Позененске. В мае 1970, во время встречи руководителей ГДР и ФРГ, дворец использовался как пресс-центр. В 1980 его посетил во время своего визита в ФРГ президент Франции Валери Жискар д'Эстен.

## Фотографии

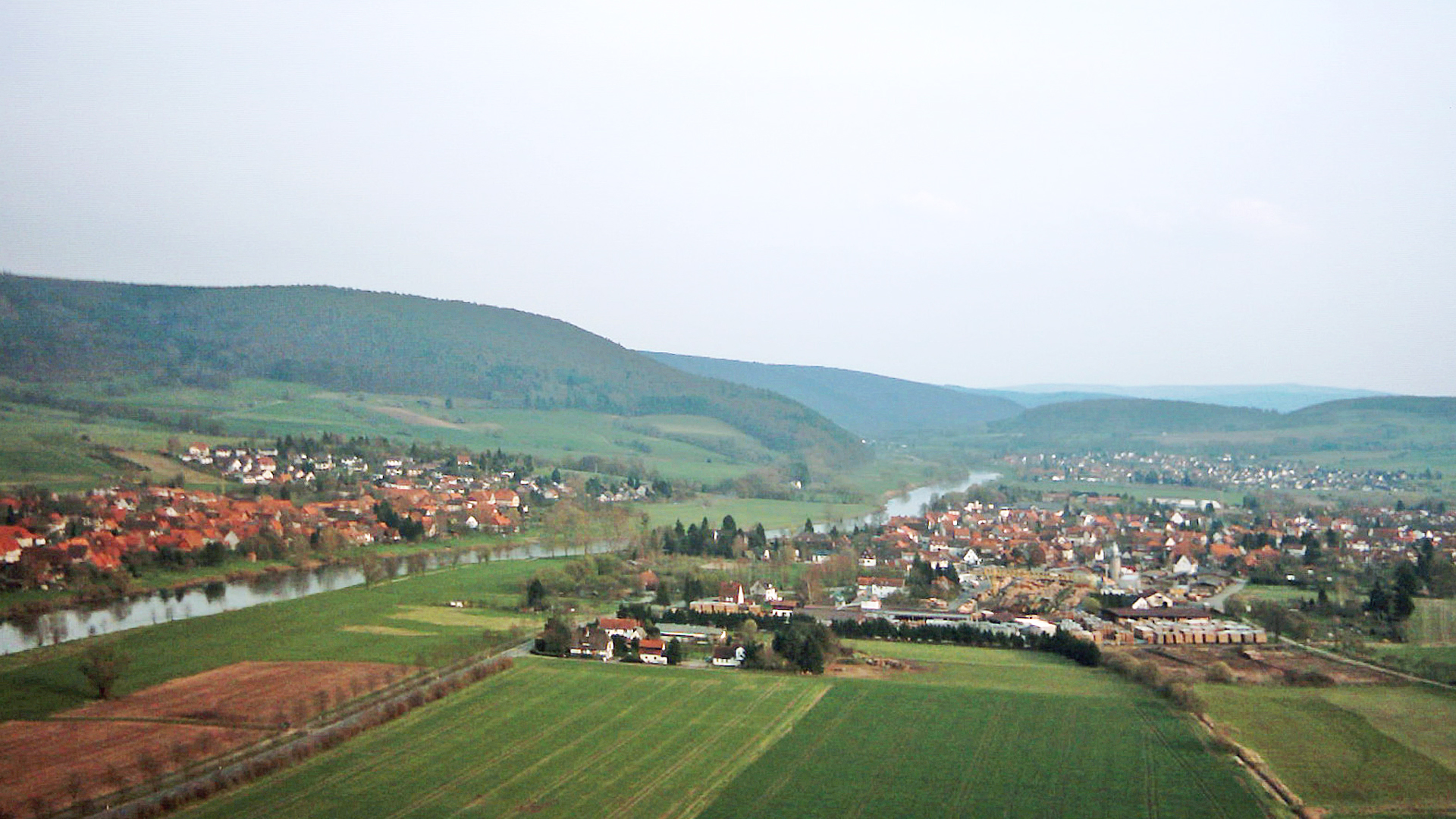
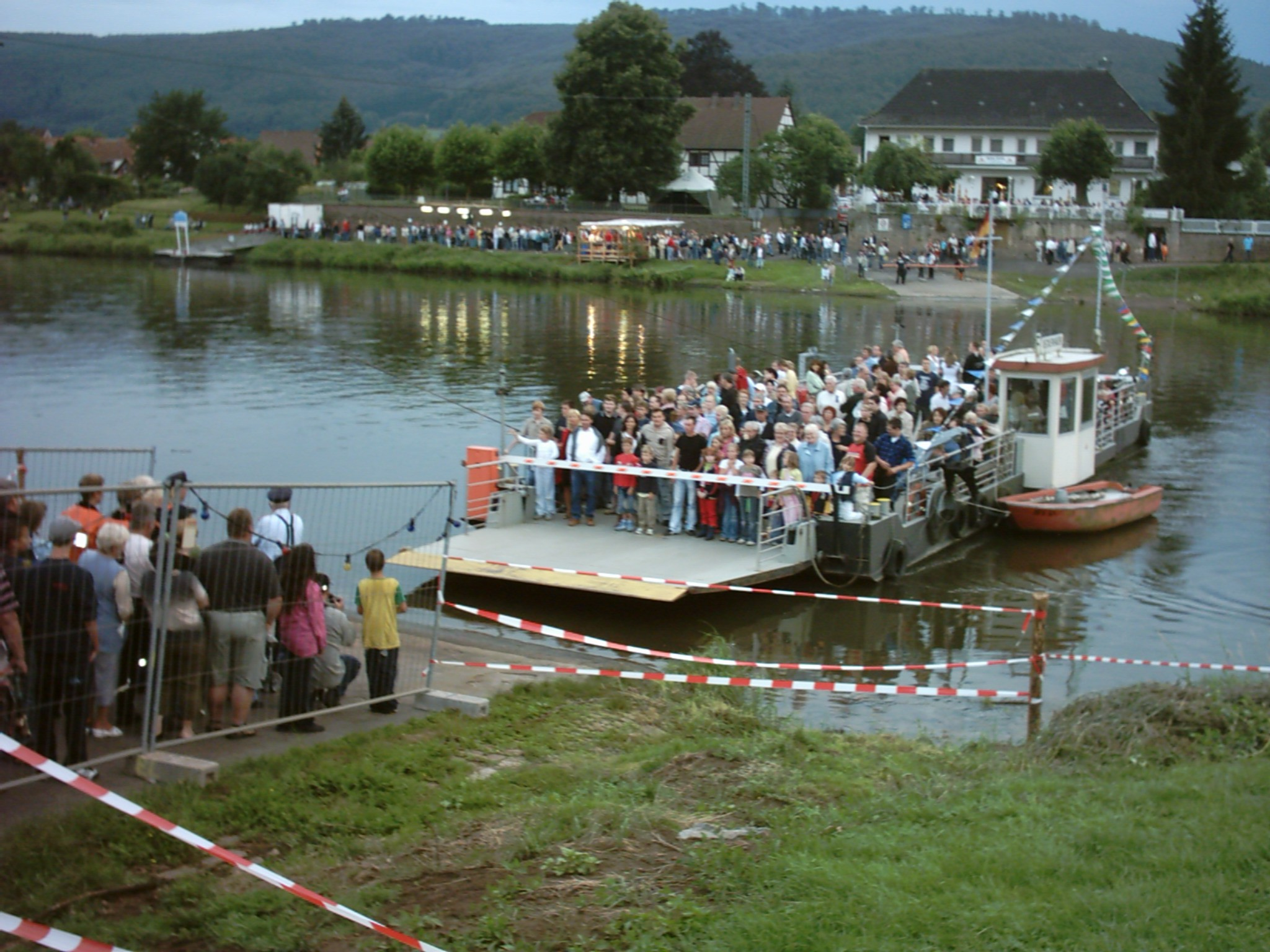
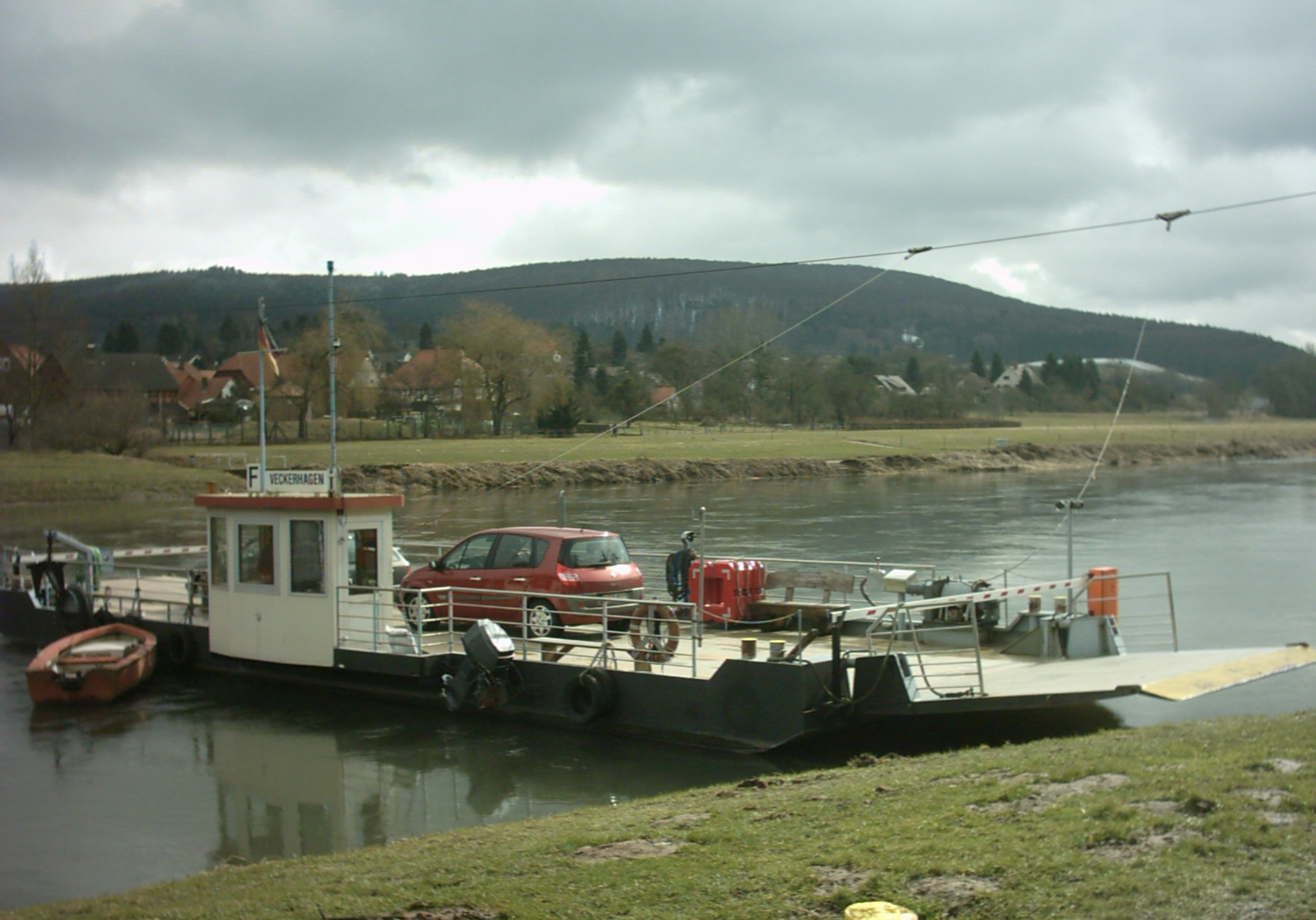